# Dobřenická lípa
Dobřenická lípa je památný strom v obci Dobřenice v okrese Hradec Králové, asi 12 km jihozápadně od města Hradec Králové. Lípa malolistá (Tilia cordata) roste u kapličky na návsi v jižní části vsi. Obvod jejího kmene je asi 330 cm, výška okolo 15 m (v nedávné době byl proveden ořez). Památnou lípou byla vyhlášena v roce 1983 pro svůj vzrůst a věk.
Vedle této památné lípy rostou další dvě menší lípy, v parku u dobřenického zámku roste několik dalších vzrostlých starých dubů a lip.

## Památné stromy v okolí
- Dobřenický dub